# Hoysinghausen
Hoysinghausen is een plaats in de Duitse gemeente Uchte, deelstaat Nedersaksen, en telt 314 inwoners (2010).
Tijdens de Koude Oorlog was het Nederlandse squadron 502 van de Groepen Geleide Wapens in Hoysinghausen gestationeerd.